# Saint-Samson, Calvados
Saint-Samson är en kommun i departementet Calvados i regionen Normandie i norra Frankrike. Kommunen ligger i kantonen Dozulé som ligger i arrondissementet Lisieux. År 2022 hade Saint-Samson 313 invånare.

## Befolkningsutveckling
Antalet invånare i kommunen Saint-Samson
Referens:INSEE